# René Karpantschof
Rene Karpantschof (født i 1965) er en dansk sociolog, forfatter, foredragsholder og samfundsdebattør, der især er kendt for sin forskning i højreekstremisme.

## Baggrund
Karpantschof var som ung aktiv i den københavnske bz-bevægelse, hvor han startede i 1983. I 1993 var han med til at brække brosten op og kaste dem efter politiet: "Man følte en dejlig fornemmelse af kontrol, fordi vi var så mange samlet. Det var en følelse af, at nu gad vi ikke finde os i mere, nu skulle vi tage styringen", har han senere fortalt. Sammen med en gruppe af forhenværende bz'ere havde René Karpantschof forud afholdt hemmelige møder om, hvad man ville gøre, hvis folkeafstemningen om Edinburgh-aftalen endte med et "ja". Man planlagde først at skabe uro i indre by nær Christiansborg, men besluttede til sidst for at vælge Nørrebro i stedet ud fra et gadekamp-taktisk perspektiv, idet gruppen her følte sig mere på hjemmebane og forventede at kunne tiltrække flere sympatisører, som kunne protestere mod EU-afstemningens udfald: "Jeg mente, at det var rimeligt, når demokratiet ikke fungerede", har han siden forklaret. Urolighederne den 18. maj 1993 blev angiveligt de sidste, han deltog i. Han har oplyst, at han var "integreret i tyske miljøer, hvor man åbenlyst sympatiserede med RAF, ligesom jeg lærte de danske Blekingegadefolk at kende efter deres fængsling."

## Uddannelse
Han cand. mag. i historie og ph.d. i sociologi fra Københavns Universitet.

## Karriere
Han har undervist på Sociologisk Institut ved Københavns Universitet og Aurehøj Gymnasium, samt været forsker ved Center for Alternativ Samfundsanalyse (CASA). Hans forfatterskab omfatter dansk og international faglitteratur om protestbevægelser, radikalisering og demokrati. Karpanschoff har virket som rådgiver for bl.a. Folketinget, Nordisk Råd, EU-kommissionen og Det Europæiske Politiakademi. I dag arbejder han som selvstændig konsulent, foredragsholder og forfatter.